# Chiharu Hokaze
Chiharu Hokaze (帆風千春, Hokaze Chiharu) és una cantant i actriu de doblatge japonesa, nascuda un 10 d'abril de 1995, assentada en Hyōgo, Japó. Forma part del grup d'ídols virtuals 22/7, les quals van debutar el 2017. Representen un grup de vuit noies adolescents d'estètica anime. L'actriu Hokaze interpreta Reika Satō (佐藤 麗華, Satō Reika) una noia de 17 anys. Bona estudiant i delegada dels alumnes. Reika està dissenyada per Hirokazu Koyama.